# Archeosolenocera straeleni
L'archeosolenocera (Archeosolenocera straeleni) è un crostaceo estinto, appartenente ai decapodi. Visse nel Giurassico medio (Calloviano, circa 161 - 164 milioni di anni fa) e i suoi resti fossili sono stati ritrovati in Francia.

## Descrizione
Questo gamberetto era di medie dimensioni e poteva raggiungere una lunghezza di 16 centimetri. I fossili indicano che Archeosolenocera era molto simile ai rappresentanti attuali della famiglia Solenoceridae e Aristeidae. Era caratterizzato da alcune particolarità anatomiche, come scanalature cervicali ed epatiche presenti su ogni lato del cefalotorace. La scanalatura epatica si separava in scanalature più piccole, una inferiore e una diretta verso le antenne, che si estendevano verso la tacca orbitale. L'angolo tra le scanalature epatica e cervicale era inoltre occupato da una spina epatica robusta, una caratteristica unica di questa specie. 

## Classificazione
Archeosolenocera straeleni è stato descritto per la prima volta nel 1991 da Carriol e Riou, sulla base di resti fossili ritrovati nel giacimento di La Voulte-sur-Rhône, nella zona dell'Ardèche in Francia. Archeosolenocera è stato inizialmente considerato il più antico (e unico conosciuto allo stato fossile) rappresentante dei Solenoceridae, un gruppo di crostacei decapodi ritenuti vicini ai peneidi. Non è chiaro, tuttavia, se questo animale appartenesse alla famiglia Solenoceridae o alla famiglia Aristeidae. 

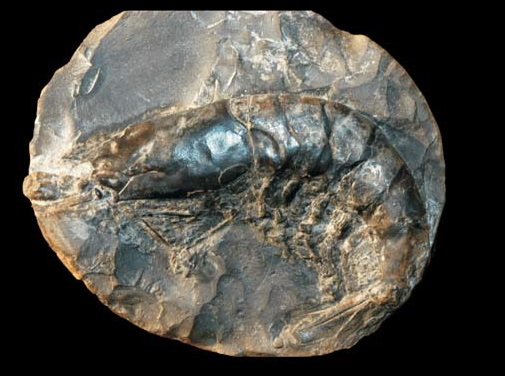
Fossile di Archeosolenocera straeleni

## Paleoecologia
Archaeosolenocera, probabilmente, viveva in modo simile agli odierni Aristeidae e Solenoceridae. Era un animale di fondale, ed è probabile che l'ambiente in cui viveva fosse fangoso. Archeosolenocera non era un animale che viveva in tane, ma preferiva vivere appoggiato sul fondale. Non è chiaro di cosa si nutrisse, ma è probabile che le sue prede includessero crostacei più piccoli ed esseri vermiformi. Era probabilmente un animale gregario.